# Mañihuales
Mañihuales o Villa Mañihuales es una localidad rural ubicada a 60 km de Puerto Aysén y a 85 km de Coyhaique, en la provincia de Aysén, en la Región de Aysén del General Carlos Ibáñez del Campo (Chile). Tiene 1 855 habitantes, que dependen administrativamente de la comuna de Aysén. Esta localidad es lugar de tradiciones gauchescas o rurales.
Se caracteriza por su ubicación, junto a la carretera Austral, y por su acceso a importantes reservas nacionales de Aysén: Lago Las Torres, Río Simpson y Trapananda. Su economía se basa en la minería, la ganadería y la explotación forestal.

## Historia
El nombre de la localidad deriva del río homónimo, llamado así por estar poblado de mañíos cuando el almirante Enrique Simpson Baeza llevó a cabo sus campañas hidrográficas en la región entre 1870 y 1875.
Antes de que existiera Villa Mañihuales, la zona pertenecía al fundo «El Quemado» de Ricardo Ahrens. La localidad fue fundada en noviembre de 1962 por un grupo de la comunidad de tierras cercanas y su formación fue informada en Puerto Aysén y Coyhaique por el diario El Colono.
Con el paso del tiempo, se construyó la escuela de Mañihuales (1969), que en sus inicios contó con 50 alumnos; a partir de 2016, en sus dependencias se instalará un liceo que contará inicialmente con primero y segundo medios, para posteriormente incorporar tercero y cuarto medios con especialidades para quienes integren su plantel educacional.

## Turismo
Esta localidad destaca por su patrimonio natural —en el que destacan el cerro El Colmillo, la laguna La Esponja y el sector El Picaflor—, donde anualmente son miles quienes visitan para llevar a cabo actividades relacionadas con el ecoturismo y la pesca deportiva. Además, existen distintos arroyos, ríos, lagos y lagunas en la zona.
Su flora se caracteriza por bosques de coigüe, lenga y notro o ciruelillo, mientras que su microclima permite el cultivo de duraznos, damascos y cerezas. Su fauna se caracteriza por truchas arcoíris y fario, salmones chinook o real, del Atlántico y del Pacífico, coho o plateado, y distintas especies de peces nativos.
Además de lo anterior, se celebran anualmente multiples festividades en la localidad, una de ellas es "la fiesta de la papa". Consiste en dos días de actividades que cuentan con exposiciones, presentaciones y una variedad de degustaciones de diferentes recetas a base de papa, como el pastel de papas, la papa rellena, milcaos, papas fritas, etc. Usualmente es realizado en noviembre, en el caso del año 2023 fue en los días 11 y 12 de este mes.

## Medios de comunicación

### Radioemisoras

#### FM
- 91.9 MHz - Radio Santa María
- 100.3 MHz - FM del Sol

Radios Online
- FM del Sol

### Televisión

#### TDT
Canales de televisión en señal abierta digital (TVD) con dial definitiva, aunque sin iniciar las transmisiones en el sector, las cuales son:
- 7.1 - TVN
- 7.2 - NTV
- 7.31 - TVN One Seg
- 13.1 - Canal 13 HD
- 13.2 - T13 En Vivo
- 13.31 - Canal 13 One Seg

También se encuentra asignada esta señal, pero sin embargo, es posible que el canal pueda renunciar su concesión de televisión como lo que ha ocurrido en otras localidades del país [2]
- 9.1 - Mega
- 9.2 - Mega 2
- 9.31 - Mega One Seg